# 思本桥
思本桥又名思汾桥，位于中国江苏省苏州市吴江区江陵街道联兴村（原同里镇辽浜村），建于南宋。

## 保护
2013年3月5日，思本桥公布为第七批全国重点文物保护单位，编号7-0949-3-247。